# Бойга Форстена
Бойга Форстена (Boiga forsteni) — отруйна змія з роду Бойга родини Вужеві.

## Опис
Загальна довжина досягає 1,5—2 м. Голова помірного розміру, звужується на кінці. Є великі очі з вертикальними зіницями. В наявності задньоборознисті отруйні ікла. Тулуб вузький та довгий. Хвіст довкий, чіпкий. Має найбільше рядків луски на тулубі — 25—29.
Спина темно— або світло—коричневого кольору зі світлими смугами. Черево темно—черевного, жовтого або помаранчевого кольору. На голові присутня світла або темна смуга.

## Спосіб життя
Полюбляє лісову місцину. Усе життя проводить на деревах. Вдень ховається у дуплах дерев, активна вночі. Харчується ящірками, зміями, птахами, їх яйцями.
Це яйцекладна змія. Самиця у серпні—вересні відкладає від 5 до 10 яєць.
Отрута помірної сили. Виникає набряк, проте чере декілька днів проходить.

## Розповсюдження
Мешкає у Непалі, на о.Шрі-Ланка, у штатах Індії: Сіккім, Західна Бенгалія, Махараштра, Гуджарат, Керала, Уттар-Прадеш, Мадх'я-Прадеш, Орісса, Андхра-Прадеш, Тамілнаду, Раджастхан, Уттаракханд.